# Scopula kashmirensis
Scopula kashmirensis är en fjärilsart som beskrevs av Moore 1888. Scopula kashmirensis ingår i släktet Scopula och familjen mätare. Inga underarter finns listade.